# Cantó de Brageirac-2
El cantó de Brageirac-2 és un cantó francès del departament de la Dordonya, situat al districte de Brageirac. Té 11 municipis i el cap és Brageirac.

## Municipis
- Cors de Pilas
- Creissa
- La Móngia de Mont Astruc
- Lembrac
- Mont Leidièr
- Caissac
- Sent Gèrman e Monts
- Sent Laurenç dei Vinhas
- Sent Naissent
- Sent Salvador

## Història
| Data d'elecció                           | Identitat       | Partit | Qualitat |
| ---------------------------------------- | --------------- | ------ | -------- |
| 1979-1992                                | Jean Chagneau   | PS     |          |
| 1992-1995                                | Daniel Garrigue | UMP    |          |
| 1995-                                    | Jean Chagneau   | PS     |          |
| les dades anteriors no són pas conegudes |                 |        |          |
|                                          |                 |        |          |

## Demografia
| 1962 | 1968 | 1975 | 1982 | 1990   | 1999   | 2006   |
| ---- | ---- | ---- | ---- | ------ | ------ | ------ |
| -    | -    | -    | -    | 15.835 | 15.533 | 15.701 |